# Rio Ivinhema
O rio Ivinhema
O rio Ivinhema é um curso de água que banha o estado de Mato Grosso do Sul, Brasil. Percorre diversos municípios, e pertence à sub-bacia do rio Paraná. Os seus principais afluentes são o rio Vacaria, rio Santa Maria  e  o rio Dourados, eis que ele nasce na serra de Maracaju e desagua no Rio Paraná, sendo que, importante constar que no seu trajeto, o mesmo recebe o nome de Rio Brilhante ao passar pelo Municipio de mesmo nome, conforme consta da cartografia hidrorafica.
Sua sub-bacia hidrográfica está situada na região centro-sul do estado, com uma área total estimada em 46 500 km², formando um polígono irregular situado entre os paralelos 20° 51’ e 23° 14’ de latitude Sul e os meridianos 52° 21’ e 55° 57’ de longitude Oeste.
Na área da bacia na safra 2006/2007 foram destinadas 923 000 ha ao plantio de grãos, correspondente a 0,23% da área agricultável no país — o que lhe confere, por um lado, destaque no agronegócio e, por outro, fator de preocupação com o impacto ecológico nas águas do rio e subterrâneas.

## Histórico
Na década de 1930, a área foi desbravada por colonos sulistas, na "marcha para o Oeste" promovida pelo governo Vargas, gerando um passivo ambiental que a exploração madeireira de tal ocupação provocou, com maciço desmatamento para uso sobretudo da pecuária.
Com a incrementação da agricultura ocorrida na década de 1970, a região da sub-bacia mostrou-se altamente propícia para a expansão agrícola, não somente por conta da fertilidade do solo, como também por sua proximidade dos estados de São Paulo e do Paraná.
Com o desmatamento, sobretudo da mata ciliar, efeitos como o assoreamento se fizeram sentir, provocando uma mudança na abordagem governamental, concretizada numa legislação protetiva editada em 2002; contudo a proteção do Ivinhema só teve início em 2009, com a mobilização para a criação de um Comitê de Bacia Hidrográfica do Rio Ivinhema, a partir de iniciativa da prefeitura de Nova Andradina.

## Pesquisa
São realizadas coletas trimestrais desde 1999 no local como parte do Programa de Pesquisas Ecológicas de Longa Duração (PELD) realizado pelo Núcleo de Pesquisas em Limnologia, Ictiologia e Aquicultura (Nupélia) na planície de inundação do Alto rio Paraná e áreas adjacentes. Este trabalho de pesquisa possibilita a comparação da diversidade e abundância de peixes, macrófitas, zooplâncton, fitoplâncton e outros por longos períodos de tempo.